# Corydalis staintonii
Corydalis staintonii är en vallmoväxtart som beskrevs av Frank Ludlow och Stearn. Corydalis staintonii ingår i släktet nunneörter, och familjen vallmoväxter. Inga underarter finns listade i Catalogue of Life.